# Tetraloides heterodactylus
Tetraloides heterodactylus is een krabbensoort uit de familie van de Tetraliidae. De wetenschappelijke naam van de soort is voor het eerst geldig gepubliceerd in 1861 door Heller.